# Pfeilshof

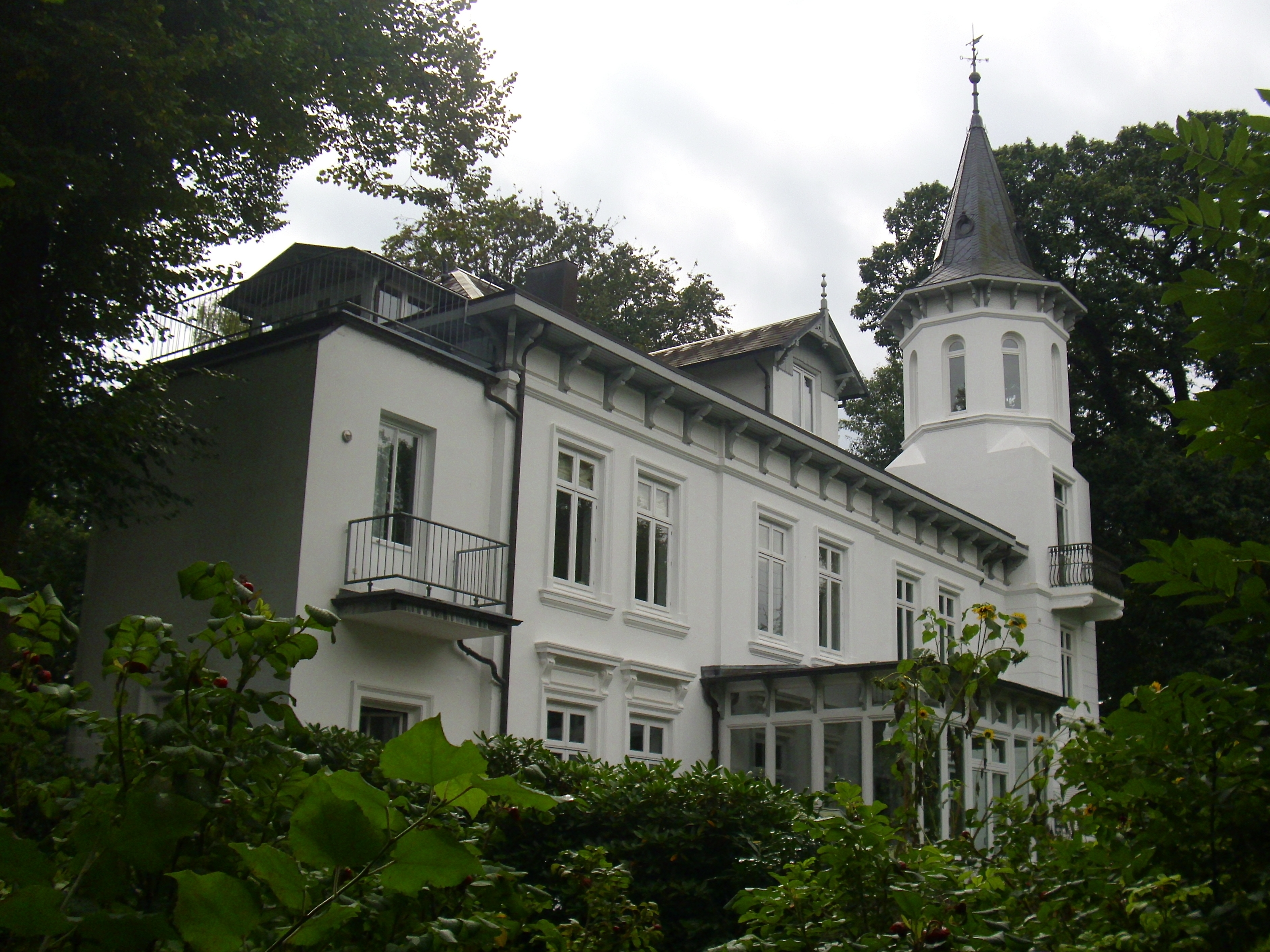
Das Gutshaus Pfeilshof

Der Pfeilshof ist ein denkmalgeschützter Gutshof im Hamburger Stadtteil Sasel. 
Er entstand um 1880 am Rand des Dorfes und umfasste ursprünglich etwa 88 Hektar. Im Sommer 1933 siedelten sich auf dem Gelände des Gutes die ersten Schrebergärtner an und es entstand der Kleingartenverein Pfeilshof.
Die Kauffrau Lilli Blessmann lebte mit ihrem Mann Karl Blessmann auf dem großelterlichen Pfeilshof. Nach der Scheidung im Juli 1954 zog ihr Lebensgefährte (oder Ehemann) Freddy Quinn ein.